# 小田切優衣
小田切 優衣（おたぎり ゆい、10月17日 - ）は、日本の女性声優。山梨県出身。81プロデュース所属。

## 略歴
2013年に全日本声優コンテスト「声優魂」準グランプリとなる。2017年4月1日より81プロデュースに所属。
2015年5月から2017年8月の閉店まで、アニマックスCAFEでキャストとして勤務していた。

## 人物
特技・趣味にプロレス観戦、ゲーム、料理、菓子作りをそれぞれ挙げている。方言は甲州弁。

## 出演
太字はメインキャラクター。

### テレビアニメ
2017年
- 異世界はスマートフォンとともに。（綾音）
- こねこのチー ポンポンらー大冒険（子供B）

2018年
- カードファイト!! ヴァンガードG Z（少年C）
- はねバド!（多賀城ヒナ）

2019年
- うちの娘の為ならば、俺はもしかしたら魔王も倒せるかもしれない。（フリーダ）

2020年
- あひるの空（女子生徒）
- 異種族レビュアーズ（メンメン）
- とある科学の超電磁砲T（母）
- 神達に拾われた男（2020年 - 2023年、マリア） - 2シリーズ

2022年
- 怪人開発部の黒井津さん（甲州快童トライオン）
- リアデイルの大地にて（キー）
- BORUTO-ボルト- NARUTO NEXT GENERATIONS（影野クラ）
- VAZZROCK THE ANIMATION（幼少期の岳）

2023年
- Opus.COLORs（子供たち）

### Webアニメ
- 漂流兄弟（2020年、幽霊の子供）

### ゲーム
2017年
- 東京ドラゴンシティ（アーサー、メーディア、ヒュノプス、エリス、システムボイスB7）
- リトルウィッチアカデミア  時の魔法と七不思議（ビアンカ）

2019年
- ヒーロー'sパーク（秋來啓二〈幼少期〉、香翠叉丞〈幼少期〉）
- デュエル・マスターズ プレイス（2019年 - 2020年、アクア・ソルジャー、小さな勇者ゲット、誕生の祈 他）

2020年
- ファイナルファンタジーVII リメイク

### ドラマCD
- 異世界はスマートフォンとともに。（2019年、男の子）
- THE IDOLM@STER MILLION THE@TER WAVE 06 花咲夜（2020年、女性客）

### オーディオブック
- リアデイルの大地にて 1～2（2020年、朗読[9]）
- スチームヘヴン・フリークス（2020年、アシュリー ほか[10]）
- 猫にはなれないご職業（2020年、神波命 ほか[10]）
- 塩対応の佐藤さんが俺にだけ甘い（2021年 - 2024年、根津麻世＋十麗子＋小彼郁実ほか[11][12][13]）

### モーションコミック
- SAY-U テンプリズム（ニキ）

### 映画
- 甲州快童トライ☆オン TheShortMovieずら!（2020年、甲州快童トライ☆オン[14]） - 声の出演

### 吹き替え
- オハナ
- ジェイコブを守るため
- メリー・アン・シングルトンの物語（英語版）（タルーラ、眼鏡女子）
- レポーター・ガール（アルファ・ジェシカ〈ウィットニー・ピーク〉）
- ベビー・シッターズ・クラブ（2020年、メアリー・アン）

### その他コンテンツ
- プラネタリウム「ムーン・ジャーニー 〜テルミとリサの大きな一歩〜」（テルミくん）
- リアル謎解きゲーム in しながわ「サクラとブーツをはいたネコ」（リョーマ[15]）
- 週刊謎解きタウン なぞとき！（ミハル）

### シリーズ一覧
1. ↑  第1期（2020年）、第2期『2』（2023年）